# Nhà thờ Cái Đôi

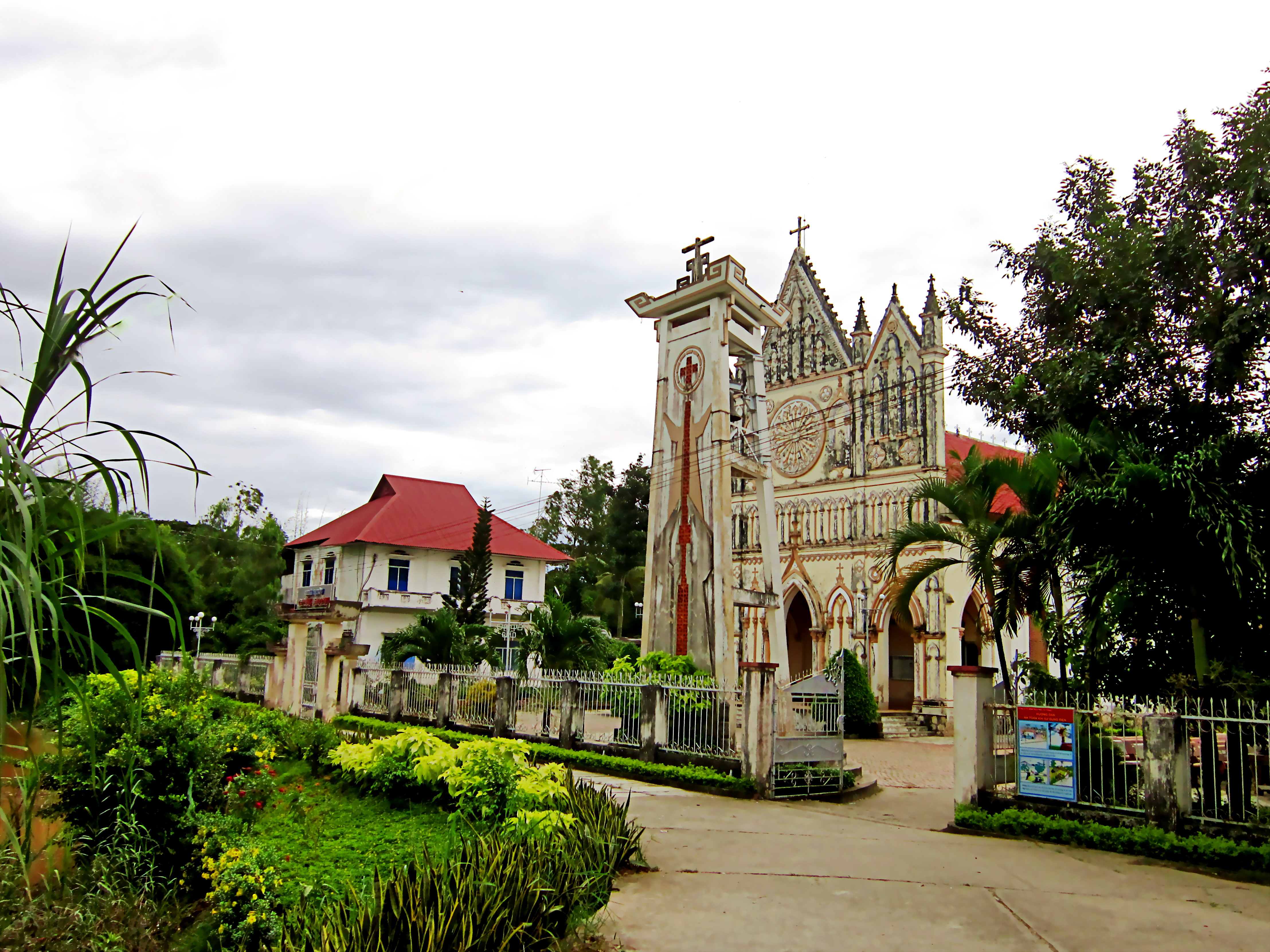
Nhà thờ Cái Đôi được khởi công xây dựng vào năm 1906

Nhà thờ Cái Đôi thuộc Giáo xứ Cái Đôi, là một nhà thờ cổ; nay thuộc ấp An Lương, xã Hòa Bình, huyện Chợ Mới, tỉnh An Giang, Việt Nam.

## Lịch sử
Vì chiến tranh khiến nhiều tài liệu bị thất lạc, nên không rõ Giáo xứ Cái Đôi và nhà thờ Cái Đôi (bằng cây lá) được thành lập năm nào, chỉ còn biết từ năm 1891 về sau.
Năm 1891, Cha Giuse Thiên đến coi sóc giáo xứ cho đến năm 1895. Tiếp theo là các Cha: Cha Gioan B. Thới (1895 – 1897), Cha Blondet (1897 – 1899), Cha Phaolô Trần Công Sanh (1899 – 1941).
Trong khoảng thời gian Cha Phaolô Trần Công Sanh coi sóc, năm 1906, bằng tiền của đóng góp của giáo dân, Cha đã cho khởi công xây dựng nhà thờ mới thay cho nhà thờ cũ bằng cây lá đã xuống cấp. Đến năm 1914, Đức Cha giáo phận (không rõ tên) từ Nam Vang về thánh hiến cho nhà thờ mới.
Năm 1942, Cha Phêrô Nguyễn Tấn Đức về nhận nhiệm vu chánh xứ. Đầu năm 1945, chiến tranh Việt – Pháp bùng nổ, giáo dân phải di tản sang Long Xuyên và tạm trú trong các xóm đạo thuộc Giáo xứ Long Xuyên.
Cuối năm 1949, chiến tranh vãn hồi, Cha sở Phêrô Đức kêu gọi giáo dân hồi hương. Lúc ấy nhà thờ Cái Đôi chỉ là một ngôi nhà trống rỗng. Cửa lớn nhỏ, lầu hát, gạch đều bị gỡ lấy, và ảnh tượng đều bị đập nát hết. Trước cảnh ấy, Cha sở Đức liền kêu gọi giáo dân đóng góp để trùng tu lại nhà thờ, đặt lại ảnh tượng mới, xây dựng hang đá Lộ Đức làm nơi kính viếng Đức Mẹ Maria. Sau 3 năm, mọi việc đã hoàn tất và tồn tại cho đến ngày nay (ảnh bên).
Sau đó, lần lượt có các Cha sở:
- Năm 1956 – 1969: Cha Phêrô Nguyễn Phước Còn.
- Năm 1969 – 1975: Cha Phanxicô Nguyễn Văn Dương.
- Năm 1975 – 2000: Cha Phêrô Lê Văn Kim.
- Năm 2000 – 2003: Cha Luy Gonzaga Mai Hùng Dũng.
- Năm 2003 – 2005: Cha Giuse Nguyễn Ngọc Tuyến.
- Năm 2005 đến nay: Cha Gioan Hồ Ngọc Trứ.

Vào năm 2005, Giáo xứ Cái Đôi có 580 gia đình/ 2800 người, và chia làm 12 khu xóm đạo....

## Một vài hình ảnh

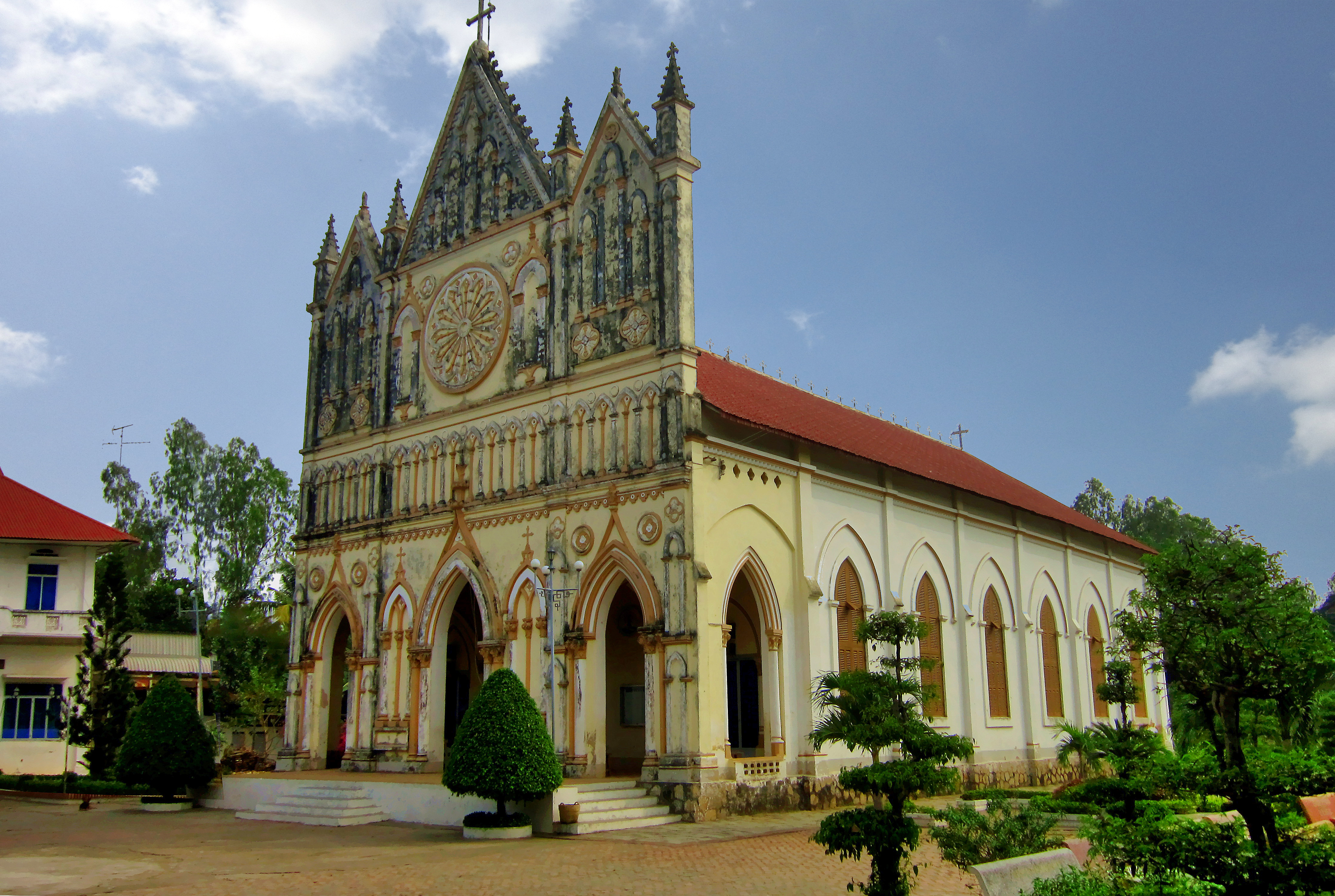
Nhà thờ Cái Đôi.
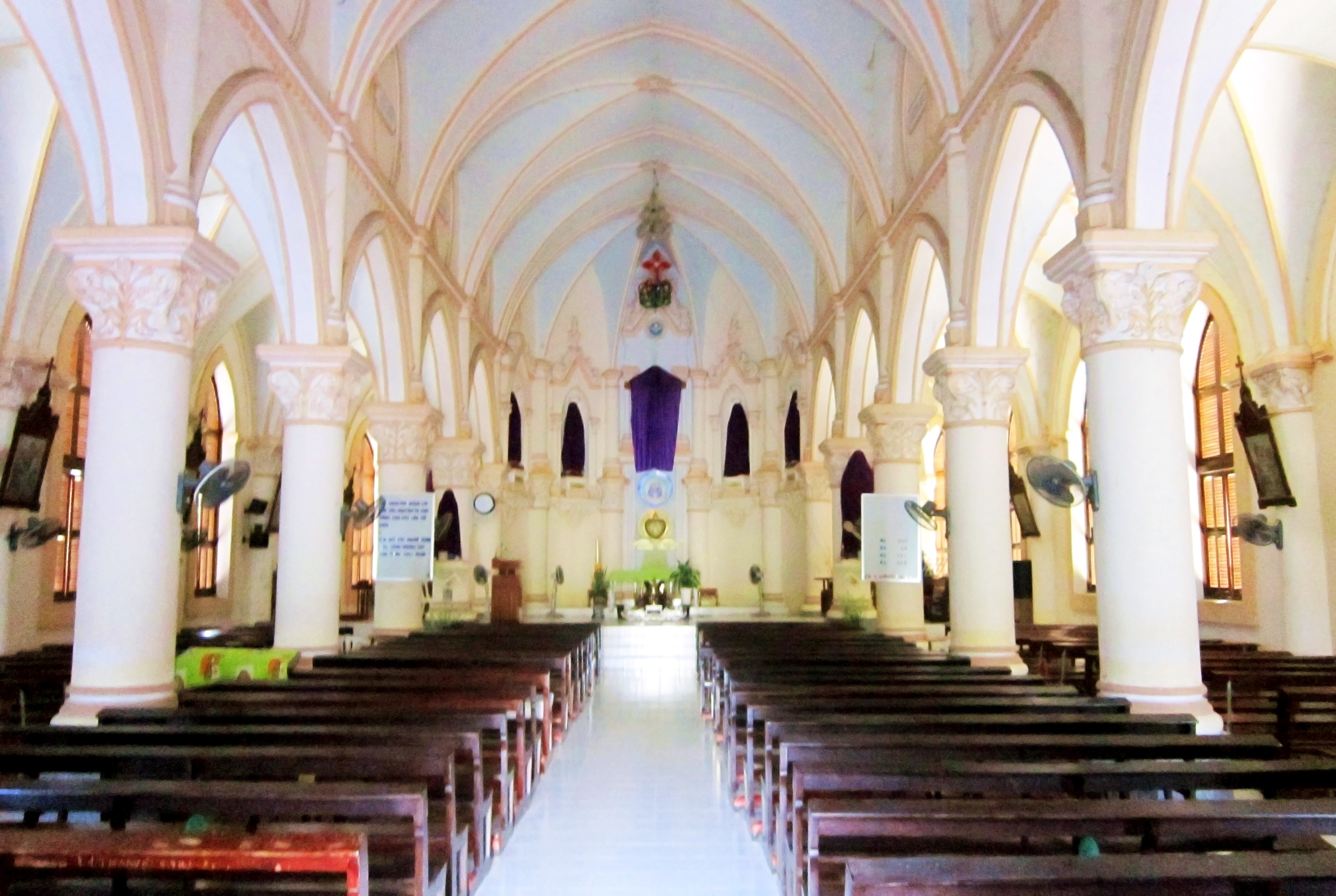
Bên trong nhà thờ.
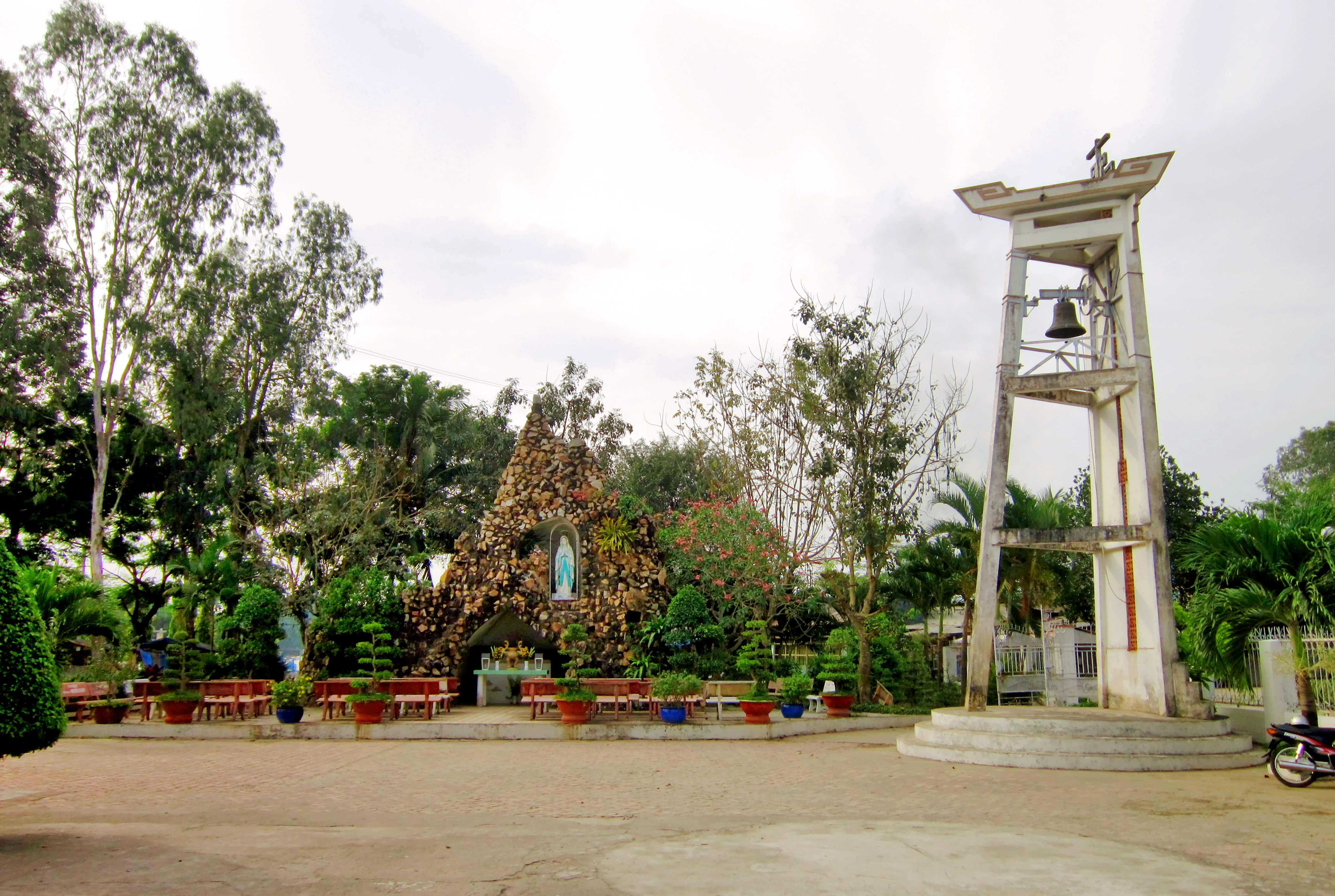
Tháp chuông và hang đá trong khuôn viên.
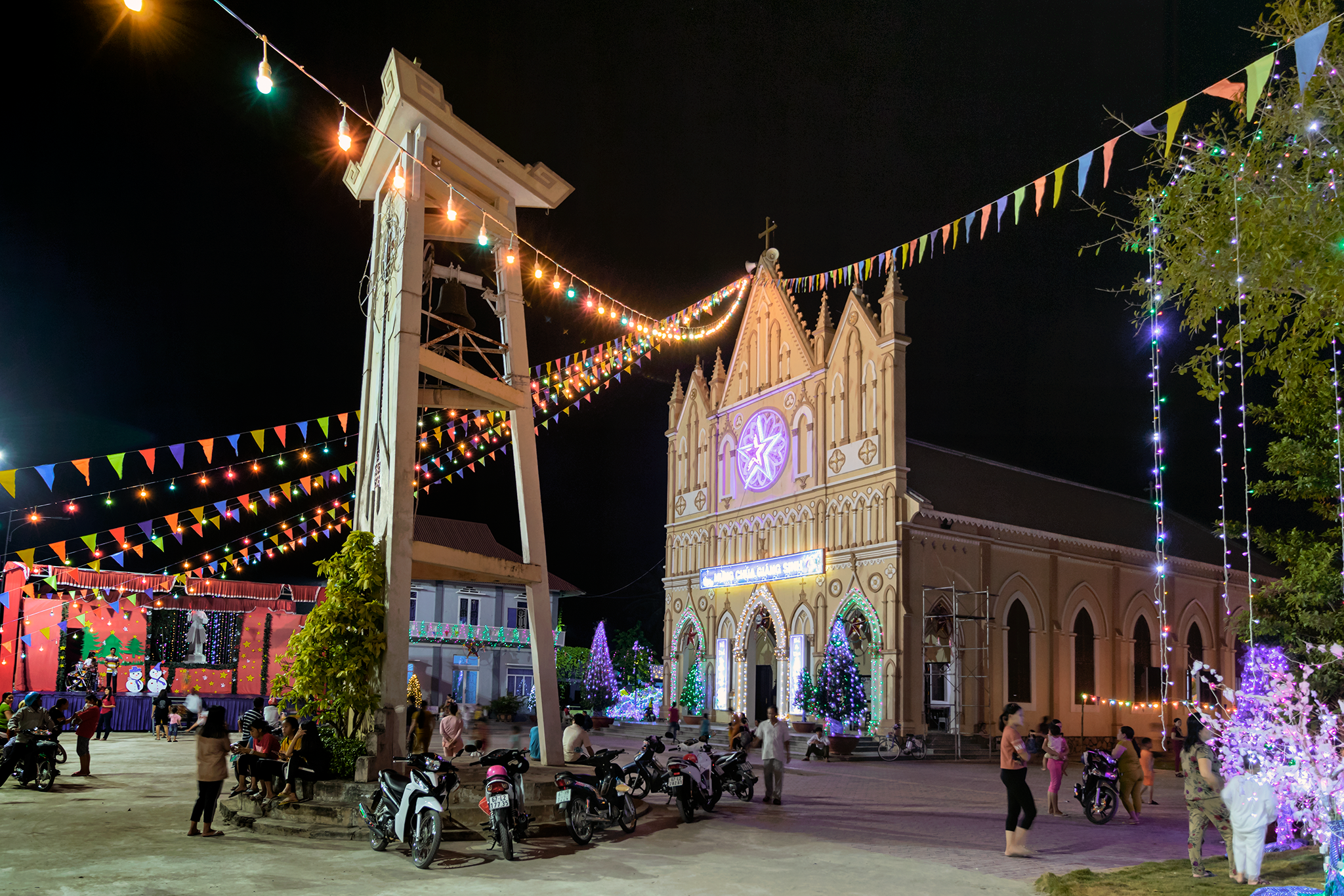
Nhà thờ Cái Đôi chuẩn bị đón mừng lễ Giáng Sinh 2019.